# Tantei wa Mō, Shindeiru.
Tantei wa Mō, Shindeiru. (探偵はもう、死んでいる。, spanischer Titel: La detective está muerta 1), gekürzt Tanmoshi (たんもし), ist eine Light-Novel-Reihe und Debütwerk von Nigojū, die seit November 2019 in Japan im MF Bunko J des Verlages Media Factory erscheint und dem Fantasy-Genre zuzuordnen ist. Eine Manga-Umsetzung erscheint seit Mai 2020 ebenfalls über den Verlag Media Factory.
Im Juli 2021 startete eine Anime-Fernsehserie im japanischen Fernsehen, die außerhalb Japans unter dem Titel The Detective Is Already Dead. gezeigt wird.
Die Light Novel folgt dem Oberschüler Kimihiko Kimizuka, welcher für drei Jahre Assistent der Detektivin Siesta war und nach deren Tod versucht, wieder ein normales Leben zu führen.

## Handlung
Vor vier Jahren wurde der Mittelschüler Kimihiko Kimizuku, der das Talent hat zur falschen Zeit am falschen Ort zu sein und deswegen des Öfteren Zeuge von Straftaten war, von Unbekannten verschleppt und damit beauftragt, mit einem mysteriösen Koffer in ein Flugzeug zu steigen und diesen scheinbar ins Ausland zu bringen. Es stellt sich heraus, dass das Flugzeug von einem Agenten der Geheimorganisation SPES, deren Mitglieder magische Gegenstände – Homunkulus genannt – nutzen, entführt wurde. Zufälligerweise sitzt neben Kimihiko die Meisterdetektivin Siesta, die den Schüler in den Fall hineinzieht und versucht, das Flugzeug zu befreien.
Bei der Befreiungsaktion kommt der Inhalt des ominösen Koffers den der Schüler ursprünglich im Ausland übergeben sollte zum Einsatz: Ein magisches Gewehr, dessen Kugeln aus dem Blut der Detektivin angefertigt wurde. Es stellt sich heraus, dass Kimizukas Entführung von Siesta selbst inszeniert wurde um die Flugzeugentführung abzuwenden. Ihre mehrfache Bitte an Kimihiko, ihr Assistent zu werden, wird von ihm zu Beginn ausgeschlagen, sagt aber nach einem weiteren gelösten Fall zu und begleitet die mysteriöse Frau bei weiteren Fällen als ihr Gehilfe. Gemeinsam erlebten die beiden verschiedenste, teilweise gefährliche Abenteuer. Ein Jahr nach dem Tod Siestas versucht Kimihiko, der inzwischen die Oberschule besucht, ein normales Leben zu führen. Eines Tages tritt das Mädchen Nagisa in Kimihikos Leben mit der Bitte, einen neuen Fall anzunehmen.

## Charaktere
Kimihiko Kimizuka (君塚 君彦, Kimizuka Kimihiko)
Ein 18-jähriger Oberschüler mit dem Talent, zur falschen Zeit am falschen Ort zu sein, sodass er in seiner Vergangenheit oftmals Zeuge von verschiedensten Delikten wurde und sogar später selbst von der Polizei als Verdächtiger befragt wurde. Dieses Talent, welches er selbst als „Trouble Magnet“ bezeichnet, führte scheinbar auch zum Aufeinandertreffen mit der Meisterdetektivin Siesta, die ihn als ihren Assistenten gewinnen wollte, was er aufgrund seiner Eigenschaft, stets in unangenehmen Situationen zu landen, zunächst ablehnt. Autor Nigojū plante bei der Entstehung der Romanreihe zunächst, ihm den Decknamen „Kurokage“ zu geben.
Siesta (シエスタ, Shiesuta)
Eine mysteriöse Frau und selbsternannte „Meisterdetektivin“, die eine Muskete und sieben Gegenstände mit magischen Fähigkeiten besitzt. Ihre Devise ist es, Kriminalfälle zu lösen, bevor es zu eben jenen kommt. Bis zu ihrem Tod war Siesta Mitglied der Twelve Tuners, einer losen Organisation von zwölf Menschen, die die Welt vor dem Chaos bewahren wollen. Ursprünglich war Siesta lediglich ein Nebencharakter der Serie. Nachdem Nigojūs mit dem Manuskript den Hauptpreis des MF-Bunko-Newcomer-Preises gewinnen konnte, wurde sie schließlich einer der Hauptcharaktere der Romanreihe.
Nagisa Natsunagi (夏凪 渚, Natsunagi Nagisa)
Eine 18-jährige Oberschülerin und die erste Klientin, die sich an Kimihiko wendet, nachdem Siesta bereits verstorben war. Sie hat eine starke und dominante Persönlichkeit. Als Kind litt sie an einen Herzfehler und war aufgrund dessen gezwungen das Krankenhausbett zu hüten. Ein Jahr vor Beginn der eigentlichen Handlung erhielt sie ein Spenderherz von einem unbekannten Spender. Ursprünglich sollte Nagisa nach den Plänen des Autors die einzige Hauptprotagonistin des Werkes werden.
Yui Saikawa (斎川 唯, Saikawa Yui)
Eine Mittelschülerin, die bereits im Alter von 14 Jahren ein erfolgreiches Idol ist und regelmäßig in Magazinen bzw. Werbespots zu sehen ist. Sie beauftragt Kimihiko und Nagisa damit, sie und ein Erbstück vor einem Dieb zu beschützen. Obwohl Yui mit 14 der jüngste Charakter der Romanreihe ist, wird sie als erwachsenste Persönlichkeit betrachtet. Ursprünglich plante Nigojū in seinem Manuskript, Yui in die Rolle der Detektivin zu stecken, änderte dies aber später.
Charlotte Arisaka Anderson (シャーロット・有坂・アンダーソン, Shārotto Arisaka Andāson)
Eine 17-jährige Assassine, die ursprünglich darauf angesetzt wurde, Siesta zu ermorden. Nachdem sie aber einen Kampf gegen Siesta verloren hatte, begann Charlotte sie zu vergöttern. Sie ist Halbjapanerin mit US-amerikanischen Wurzeln. Sie wird Assistentin von Fūbi Kase.
Bat (コウモリ, Kōmori)
Bat ist ein ehemaliger Antagonist der Serie. Er war Mitglied der Geheimorganisation SPES und steckte hinter der Flugzeugentführung wurde aber von Siesta und Kimihiko gestellt und in einem Kampf besiegt. Bat ist ein Lügner und ein Feigling, der lediglich nach seiner eigenen Laune handelt.
Chameleon (カメレオン, Kamereon)
Ein Mitglied der Geheimorganisation SPES. Er hat die Fähigkeit sich in ein Chamäleon zu verwandeln, daher sein Name. In seiner menschlichen Form hat er weiße Haare und lilafarbene Augen. In seiner Chamäleongestalt ist er wesentlich größer, hat scharfe Zähne und nimmt ein furchterregendes Aussehen an.
Cerberus (ケルベロス, Keruberosu)
Ein Mitglied der Geheimorganisation SPES und ein Android, welcher zudem Gene eines Kerberos und eines Werwolfes aufweist. Er ist Hels Aufpasser. Wie Chameleon hat auch er, die Fähigkeit eine andere Gestalt – die eines Werwolfs – anzunehmen. Er ist schlau, geht allerdings seinen primitiven Instinkten nach.
Alicia (アリシア, Arishia)
Ein Mädchen mit pinkem Haar, welche zu zwei Pferdeschwänzen gebunden ist. Sie trägt ein Kleid, welches an Alice, der Titelfigur aus Alice im Wunderland von Lewis Carroll erinnert.
Hel (ヘル, Heru)
Hel war Alicias Alter Ego, welche nun in Nagisas Körper „lebt“. Sie war Siestas Erzfeind. Um Alicias Leben zu retten opferte Siesta ihr eigenes Leben, hat aber nach ihrem Tod die Fähigkeit Kontrolle über Hels Bewusstsein zu übernehmen und ihre böse Seite zu unterdrücken. Hel war dafür bekannt, menschliche Herzen zu verschlingen.
Fūbi Kase (加瀬風靡, Kase Fūbi)
Eine Polizeiobermeisterin, die bereits mehrfach auf Kimihiko traf. Aufgrund dessen Talent, zur falschen Zeit am falschen Ort zu sein, ist sie ihm gegenüber besonders skeptisch.

## Medien

### Light Novel
Nigojū startete die Light-Novel-Reihe am 25. November 2019. Die Illustrationen stammen aus der Feder von Umibōzu. Die Romanreihe erscheint im MF Bunko J des Verlages Media Factory. Bis Mai 2021 erschienen in Japan fünf Bände der Reihe. Die beiden virtuellen Youtuber (VTuber) Shirakami Fubuki und Natsuiro Matsuri von Hololive bewarben die Light Novel neben weiteren Titeln in einem einstündigen Video.
Yen Press sicherte sich die Rechte an einer englischsprachigen Veröffentlichung außerhalb Japans.
| Band | Veröffentlichung (Japan) | ISBN (Japan)           |
| ---- | ------------------------ | ---------------------- |
| 1    | 25. Nov. 2019            | ISBN 978-4-04-064196-6 |
| 2    | 24. Jan. 2020            | ISBN 978-4-04-064328-1 |
| 3    | 25. Juni 2020            | ISBN 978-4-04-064593-3 |
| 4    | 25. Nov. 2020            | ISBN 978-4-04-680016-9 |
| 5    | 25. Mai 2021             | ISBN 978-4-04-680440-2 |
| 6    | 25. November 2021        | ISBN 978-4-04-680440-2 |
| 7    | 25. August 2022          | ISBN 978-4-04-681657-3 |
| 8    | 25. Januar 2023          | ISBN 978-4-04-682108-9 |
| 9    | 25. Mai 2023             | ISBN 978-4-04-682568-1 |
| 10   | 25. Oktober 2023         | ISBN 978-4-04-682766-1 |
| 11   | 25. März 2024            | ISBN 978-4-04-682767-8 |
| 12   | 25. November 2024        | ISBN 978-4-04-684252-7 |

Bislang brachte das Franchise neben der Hauptreihe, drei Ableger-Romanserien hervor. Die erste Ableger-Reihe, Nagisa wa Mada, Joshikōsei de Itai. (夏凪渚はまだ、女子高生でいたい。), wird von Shusui Tsukimi geschrieben und von Hanekoto mit Bildern ausgestattet. Der erste Band erschien am 25. August 2023 in Japan beim Verlag Media Factory.
| Band | Veröffentlichung (Japan) | ISBN (Japan)           |
| ---- | ------------------------ | ---------------------- |
| 1    | 25. August 2023          | ISBN 978-4-04-682770-8 |
| 2    | 24. Februar 2024         | ISBN 978-4-04-683345-7 |

Der zweite Ableger-Roman erschien am 24. Mai 2024 unter dem Titel Charlotte wa Tada, Jiken wo Tokitai. (シャーロットはただ、事件を解きたい。). Geschrieben wurde dieser von Hinachihoko, während Minori Chigusa die Illustrationen beisteuerte.
| Band | Veröffentlichung (Japan) | ISBN (Japan)           |
| ---- | ------------------------ | ---------------------- |
| 1    | 24. Mai 2024             | ISBN 978-4-04-683609-0 |

Der dritte Ableger startete am 23. August 2024 unter dem Titel Yui wa demo, aidoru de iru. (斎川唯はでも、アイドルでいる。), geschrieben von Shao Senlin mit Zeichnungen von Almic.
| Band | Veröffentlichung (Japan) | ISBN (Japan)           |
| ---- | ------------------------ | ---------------------- |
| 1    | 23. August 2024          | ISBN 978-4-04-683917-6 |

### Manga
Seit dem 27. Mai 2020 erscheint eine Manga-Umsetzung im Monthly Comic Alive des Verlages Media Factory. Diese stammt aus der Feder des Autors der Romanreihe und enthält Zeichnungen von Mukiko.
Yen Press gab am 23. April 2021 bekannt, den Manga in englischer Sprache zu veröffentlichen.

#### Veröffentlichungen
| Band | Veröffentlichung (Japan) | ISBN (Japan)           |
| ---- | ------------------------ | ---------------------- |
| 1    | 27. Mai 2020             | ISBN 978-4-04-680007-7 |
| 2    | 21. Mai 2021             | ISBN 978-4-04-680379-5 |
| 3    | 21. Juli 2021            | ISBN 978-4-04-680634-5 |
| 4    | 23. Dezember 2021        | ISBN 978-4-04-680987-2 |
| 5    | 23. Mai 2023             | ISBN 978-4-04-681737-2 |
| 6    | 23. Oktober 2023         | ISBN 978-4-04-681737-2 |

Ein weiterer Ableger-Manga mit Zeichnungen von Poni erscheint unter dem Titel Tantei wa Mō, Shindeiru. -the lost memory- beim Verlag Kadokawa Shoten. Der erste Band erschien in Japan am 21. Mai 2021.
| Band | Veröffentlichung (Japan) | ISBN (Japan)           |
| ---- | ------------------------ | ---------------------- |
| 1    | 21. Mai 2021             | ISBN 978-4-04-680505-8 |
| 2    | 21. Oktober 2021         | ISBN 978-4-04-680939-1 |
| 3    | 21. April 2022           | ISBN 978-4-04-681317-6 |
| 4    | 22. November 2022        | ISBN 978-4-04-681970-3 |

### Anime-Fernsehserie
Am 20. Januar 2021 wurde angekündigt, dass Tantei wa Mō, Shindeiru. eine Umsetzung als Anime-Fernsehserie erhält. Diese entsteht unter der Regie von Manabu Kurihara im Studio ENGI. Das Drehbuch stammt aus der Feder von Deko Akao während sich Yōsuke Itō für das Charakterdesign verantwortlich zeigt. Die Serienmusik wurde von Yuuyu, Naoki Tano und Tatsuya Yano komponiert und erschien am 25. August 2021 auf CD mitsamt dem Opening, dem Ending und drei weiteren Musikstücken, die in der Serie zu hören sind auf einer zusätzlichen Disc.
Im Juli 2022 wurde Produktion einer zweiten Staffel offiziell bestätigt.

## Rezensionen und Erfolge

### Erfolge
Tantei wa Mō, Shindeiru. wurde im Jahr 2019 im Rahmen des zum 15. mal verliehen MF-Bunko-J-Newcomer-Awards des Media-Factory-Verlages ausgezeichnet. Die Light Novel wurde im Ranking Kono Light Novel ga Sugoi! des Jahres 2021 auf Platz vier gelistet. Auf der japanischen Streamingplattform dAnime Store belegte die Serie zehn Wochen lang Platz eins des Beliebtheitsrankings für Anime-Fernsehserien, die auf Light Novels basieren. Die vier Bände, die bis September 2021 in Japan veröffentlicht wurden, erreichten allesamt Platzierungen in den Top-20-Verkaufscharts der Buchhandelskette TSUTAYA.
In den monatlich erscheinenden Light-Novel-Charts von Oricon erreichte der erste Band des Romans in den Monaten Juli und August des Jahres 2021 den dritten bzw. dem ersten Platz. Im November des Jahres 2021 wurde bekanntgegeben, dass sich mehr als 350.000 Einheiten der Romanreihe in Japan innerhalb von zwölf Monaten verkauft haben, wodurch das Werk auf Platz fünf der meistverkauften Light Novels landete.

### Auszeichnungen und Nominierungen
| Jahr | Bestenliste                | Kategorie                                           | Platzierung | Quelle |
| ---- | -------------------------- | --------------------------------------------------- | ----------- | ------ |
| 2021 | Kono Light Novel ga Sugoi! | Tankōbon                                            | 4. Platz    | [ 17 ] |
| 2021 | Kono Light Novel ga Sugoi! | Bester weiblicher Charakter (für Siesta)            | 4. Platz    | [ 17 ] |
| 2021 | Kono Light Novel ga Sugoi! | Bester männlicher Charakter (für Kimihiko Kimizuka) | 9. Platz    | [ 17 ] |
| 2022 | Kono Light Novel ga Sugoi! | Bunkobon                                            | 8. Platz    | [ 18 ] |
| 2022 | Kono Light Novel ga Sugoi! | Bester weiblicher Charakter (für Siesta)            | 2. Platz    | [ 18 ] |
| 2022 | Kono Light Novel ga Sugoi! | Bester männlicher Charakter (für Kimihiko Kimizuka) | 6. Platz    | [ 18 ] |
| 2022 | Kono Light Novel ga Sugoi! | Illustrator (für Umibōzu)                           | 6. Platz    | [ 18 ] |

| Jahr | Auszeichnung              | Kategorie  | für                      | Resultat | Quelle |
| ---- | ------------------------- | ---------- | ------------------------ | -------- | ------ |
| 2019 | MF Bunko J Newcomer Award | Hauptpreis | Tantei wa Mō, Shindeiru. | Gewonnen | [ 9 ]  |